# チミジン二リン酸
チミジン二リン酸(チミジンにリンさん、Thymidine diphosphate)、略号 dTDPはデオキシヌクレオチドの一種である。すなわちチミジンデオキシヌクレオシドのピロリン酸エステルである。TDPはピロリン酸基、五炭糖のリボース、核酸塩基のチミンより構成される。

## 註
1. ↑  TDPはよくある間違いである。Abbreviations and Symbols for Nucleic Acids, Polynucleotides and their Constituents N-1.1